# Côte d’Or (Geologie)
Die Côte d’Or ist eine Hügelkette (Mittelgebirge) in Frankreich, Burgund, die am westlichen Rand der Saône-Ebene zwischen dem Morvan (Südwesten) und dem Plateau von Langres (Nordosten) liegt.
Aus geologischer Sicht handelt es sich um einen Horst, der durch den steilen Abhang des westeuropäischen Grabenbruchs entstanden ist. Das Mittelgebirge dominiert die Ebene der Saône von Norden nach Süden und erstreckt sich zwischen Dijon und Beaune über eine Länge von etwa 80 km. Die höchste Erhebung ist ein Berg ohne Namen im Bois de Pierre Saux bei der Gemeinde Détain-et-Bruant.

## Toponymie
Als der Teilungsausschuss und seine erfahrenen Geographen 1790 bei der Konstituierenden Versammlung mit der Einteilung Frankreichs in Départements beauftragt war, war es in der Tat dieses geografische Merkmal des Mittelgebirges, die die gebirgige westliche Hälfte des Departements (Teil des Morvan, Oberlauf der Auxois, Kalksteinplateaus) von der nach Osten ausgerichteten Ebene der Saône trennt, die für die Namensgebung ausschlaggebend war: Das Département Côte-d’Or war geboren.

## Weinbau
Die Côte d’Or hat viele bekannte Weinlagen. Dabei gibt es zwei Großlagen: Côte de Nuits in der Nordhälfte und Côte de Beaune im Süden. Noch weiter südlich schließen sich die Lagen im Département Saône-et-Loire mit der Côte Chalonnaise und Mâconnais an.
Die Appellation d’Origine Contrôlée Bourgogne côte-d'or wurde 2017 eingeführt.
Zum Weinbau in der Gegend könnten auch folgende Artikel interessieren: Weinbaugebiet Burgund, Weinstraße in Burgund.